# Liu Xinyu
Liu Xinyu (chiń. 柳鑫宇; pinyin Liǔ Xīnyǔ; ur. 16 października 1994 w Changchunie) – chiński łyżwiarz figurowy, startujący w parach tanecznych z Wang Shiyue. Uczestnik igrzysk olimpijskich (2018, 2022), medalista zawodów z cyklu Grand Prix i Challenger Series oraz 4-krotny mistrz Chin (2015, 2018-2020).

## Osiągnięcia
Z Liu Xinyu
| Zawody                           | 09–10          | 10–11          | 11–12          | 12–13          | 13–14          | 14–15          | 15–16          | 16–17          | 17–18          | 18–19          | 19–20          | 20–21          | 21–22          | 22–23          | 23–24          |                |                |
| Międzynarodowe                   | Międzynarodowe | Międzynarodowe | Międzynarodowe | Międzynarodowe | Międzynarodowe | Międzynarodowe | Międzynarodowe | Międzynarodowe | Międzynarodowe | Międzynarodowe | Międzynarodowe | Międzynarodowe | Międzynarodowe | Międzynarodowe | Międzynarodowe | Międzynarodowe | Międzynarodowe |
| -------------------------------- | -------------- | -------------- | -------------- | -------------- | -------------- | -------------- | -------------- | -------------- | -------------- | -------------- | -------------- | -------------- | -------------- | -------------- | -------------- | -------------- | -------------- |
| Zimowe igrzyska olimpijskie      |                |                |                |                |                |                |                |                | 22             |                |                |                | 12             |                |                |                |                |
| Mistrzostwa świata               |                |                |                |                |                | 19             | 22             | 16             | 18             | 15             | C              | 13             |                |                |                |                |                |
| Mistrzostwa czterech kontynentów |                |                |                |                | 9              | 7              | 9              | 7              | 5              | 7              | 4              |                |                | WD             |                |                |                |
| GP Cup of China                  |                |                |                |                |                | 6              | 6              | 6              | 6              |                | 4              | 1              |                |                |                |                |                |
| GP Grand Prix Espoo              |                |                |                |                |                |                |                |                |                |                |                |                |                | 9              |                |                |                |
| GP NHK Trophy                    |                |                |                |                |                |                |                |                |                | 6              | 5              |                | WD             | 7              |                |                |                |
| GP Skate America                 |                |                |                |                |                |                | 8              |                | 8              |                |                |                |                |                |                |                |                |
| GP Skate Canada International    |                |                |                |                |                |                |                | 9              |                | 6              |                |                |                |                | 10             |                |                |
| GP Gran Premio d’Italia          |                |                |                |                |                |                |                |                |                |                |                |                | 4              |                |                |                |                |
| CS Asian Open Trophy             |                |                |                |                |                |                |                |                |                | 1              |                |                |                |                |                |                |                |
| CS Autumn Classic International  |                |                |                |                |                |                |                |                |                | 4              |                |                |                |                |                |                |                |
| CS Finlandia Trophy              |                |                |                |                |                |                |                |                | 7              |                | 2              |                |                |                |                |                |                |
| CS Nebelhorn Trophy              |                |                |                |                |                |                |                |                |                |                | 6              |                |                |                |                |                |                |
| CS Warsaw Cup                    |                |                |                |                |                | 3              |                |                |                |                |                |                |                |                |                |                |                |
| International Cup of Nice        |                |                |                |                |                |                |                |                | 2              |                |                |                |                |                |                |                |                |
| Mentor Toruń Cup                 |                |                |                |                |                | 1              |                |                |                | 3              | 2              |                |                |                |                |                |                |
| Zimowa Uniwersjada               |                |                |                |                | 13             |                |                |                |                |                |                |                |                |                |                |                |                |
| Zimowe igrzyska azjatyckie       |                |                |                |                |                |                |                | 1              |                |                |                |                |                |                |                |                |                |
| Krajowe                          |                |                |                |                |                |                |                |                |                |                |                |                |                |                |                |                |                |
| Mistrzostwa Chin                 | 5              | 5              | 5              | 2              | 3              | 1              |                |                | 1              | 1              | 1              |                |                |                |                |                |                |
| Krajowe zimowe igrzyska Chin     |                |                | 6              |                |                |                | 1              |                |                |                |                |                |                |                |                |                |                |
| Zawody drużynowe                 |                |                |                |                |                |                |                |                |                |                |                |                |                |                |                |                |                |
| Zimowe igrzyska olimpijskie      |                |                |                |                |                |                |                |                | 6              |                |                |                | 5              |                |                |                |                |
| World Team Trophy                |                |                |                |                |                | 5 T 5 P        |                | 5 T 4 P        |                |                |                |                |                |                |                |                |                |
| Team Challenge Cup               |                |                |                |                |                |                | 3 T 4 P        |                |                |                |                |                |                |                |                |                |                |

## Programy
Wang Shiyue / Liu Xinyu
| Sezon   | Taniec rytmiczny (RD) | Taniec dowolny (FD)                                                                                              |
| ------- | --- | --- |

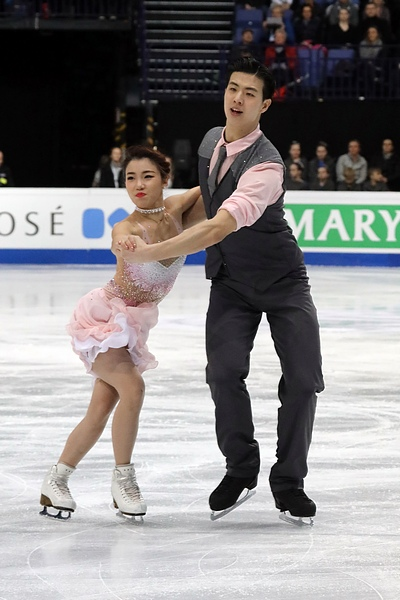
Taniec dowolny New York, New York (MŚ 2017)

| 2020–21 | - Charlie Chaplin medley: - Quickstep: The Look-a-Like Contest (z filmu Chaplin: The Musical) – Christopher Curtis - Walc: Life Can Be Like the Movies (z filmu Chaplin: The Musical) – Christopher Curtis - Quickstep: Titine (z filmu Modern Times) – Léo Daniderff - Quickstep: The Look-a-Like Contest (z filmu Chaplin: The Musical) – Christopher Curtis choreografia: Marie-France Dubreuil | - Black Swan medley – Clint Mansell - Nina's Dream - Perfection - A Swan is Born choreografia: Romain Haguenauer |
| 2019–20 | - Charlie Chaplin medley: - Quickstep: The Look-a-Like Contest (z filmu Chaplin: The Musical) – Christopher Curtis - Walc: Life Can Be Like the Movies (z filmu Chaplin: The Musical) – Christopher Curtis - Quickstep: Titine (z filmu Modern Times) – Léo Daniderff - Quickstep: The Look-a-Like Contest (z filmu Chaplin: The Musical) – Christopher Curtis choreografia: Marie-France Dubreuil | - Black Swan medley – Clint Mansell - Nina's Dream - Perfection - A Swan is Born choreografia: Romain Haguenauer |
| 2018–19 | - Piraci z Karaibów – Hans Zimmer - Tango: Angelica - Tango: End Credits choreografia: Marie-France Dubreuil | - Meant – Elivazeta                                                                                              |
| 2017–18 | - Rumba, Samba: Despacito – Luis Fonsi choreografia: Shae Zukiwsky | - Over My Shoulder - Happy Ending – Mika choreografia: Shae Zukiwsky                                             |